# Oospila rufilimes
Oospila rufilimes es una especie de polilla perteneciente a la familia Geometridae, descrita por el lepidopterólogo inglés William Warren en 1900, con distribución en Ecuador.